# Салават – Стерлітамак (етиленопровід)
Салават — Стерлітамак (етиленопровід) — продуктопровід для постачання сировини комплексу хімії хлору в Стерлітамаці (належить Башкирській содовій компанії).
З 1977 року необхідний стерлітамацькому майданчику етилен подавали через продуктопровід Нижньокамськ — Стерлітамак — Салават, на завершенні якого працювали  піролізні виробництва у Нижньокамську та Салаваті. Наприкінці 1990-х років стерлітамацький "Каустик" освоїв випуск мономеру вінілхлориду з етилену, що значно збільшило його потреби в цій сировини (до того ж невдовзі узялись за нарощування потужностей).  
Після краху планової економіки комплекс всього продуктопроводу залишився за "Нижньокамськнафтохімом", тоді нафтохімічне виробництво у Салаваті перейшло під контроль компанії «Газпром нафтохім Салават». В кінці 2000-х між ними виникли суперечки стосовно тарифів на прокачування етилену, за результатами яких «Газпром нафтохім Салават» та «Каустик» вирішили спорудити свій власний етиленопровід доволі невеликої протяжності (між виробничими площадками у Салаваті та Стерлітамаку всього 32 км).
Перекачування етилену по новому трубопроводу почалось у грудні 2012-го, при цьому за контрактом «Газпром нафтохім Салават» повинен постачати 95 тисяч тонн цього продукту на рік.